# Jean-Pascal Rouyer
Pour les articles homonymes, voir Rouyer.
 (août 2019).
Si vous disposez d'ouvrages ou d'articles de référence ou si vous connaissez des sites web de qualité traitant du thème abordé ici, merci de compléter l'article en donnant les références utiles à sa vérifiabilité et en les liant à la section « Notes et références ».
Jean Pascal Rouyer, né le 17 mars 1761 à Pézenas (Languedoc) et mort le 20 octobre 1819 à Bruxelles (Belgique), est un officier de marine de l'Ancien Régime et un homme politique de la Révolution française.

## Biographie
Il entre au service de la marine en juillet 1777, il fait les 5 années de la guerre d'indépendance des États-Unis, sur les bâtiments de l'État, et après avoir passé par les grades inférieurs, il reçoit de l'amiral d'Estaing en récompense de ses blessures un brevet de capitaine de brûlot le 18 décembre 1782.
Il devient clerc de procureur, praticien, puis procureur postulant en la sénéchaussée et siège présidial de Béziers le 16 février 1785.

### Mandat à la Législative
La France devient une monarchie constitutionnelle en application de la constitution du 3 septembre 1791. Jean-Pascal Rouyer, alors maire de Béziers, est élu député du département de l'Hérault, le troisième sur neuf, à l'Assemblée nationale législative.
Il siège sur les bancs de la gauche de l'Assemblée. En février 1792, il vote en faveur de la mise en accusation de Bertrand de Molleville, le ministre de la Marine. En avril, il vote pour que les soldats du régiment de Châteauvieux, qui s'étaient mutinés lors de l'affaire de Nancy, soient admis aux honneurs de la séance. En août, il vote en faveur de la mise en accusation du marquis de Lafayette. Parallèlement à son mandat, il fréquente le club des Jacobins.
La monarchie prend fin à l'issue de la journée du 10 août 1792 : les bataillons de fédérés bretons et marseillais et les insurgés des faubourgs de Paris prennent le palais des Tuileries. Louis XVI est suspendu et incarcéré avec sa famille à la tour du Temple. Rouyer est désigné le même jour commissaire auprès de l'armée du Midi aux côtés de Jean-Pierre Lacombe-Saint-Michel et Thomas-Augustin de Gasparin,.

### Mandat à la Convention
En septembre 1792, Jean-Pascal Rouyer est réélu député du département de l'Hérault, le cinquième sur neuf, à la Convention nationale.
Il siège sur les bancs de la Gironde. En octobre 1792, il est élu membre du Comité de la Marine. En janvier 1793, il est élu, à ce titre, membre du Comité de Défense générale, aux côtés de Jean-Jacques Bréard, de Nicolas-Joseph Marey, d'Henri de Rochegude et de Jacques Taveau.
Lors du procès de Louis XVI, il vote la mort, se prononce en faveur de l'appel au peuple mais vote contre le sursis à l'exécution. Le 21 janvier, il est désigné, aux côtés d'Ignace Brunel et d’Étienne-François Le Tourneur, commissaire au port de Toulon. Rouyer est absent en avril 1793, lors du scrutin sur la mise en accusation de Jean-Paul Marat, et en mai, lors du scrutin sur le rétablissement de la Commission des Douze. Le 2 août, sur motion de François Chabot, accusé d'avoir incité la ville de Lyon à la rébellion, il est décrété d'arrestation. Le 3 octobre, il est décrété d'accusation devant le tribunal révolutionnaire sur motion de Jean-Pierre-André Amar. Il parvient à s'enfuir de la capitale.
Jean-Pascal Rouyer, ainsi que les députés hors-la-loi, est réintégré à son poste le 18 frimaire an III (8 mars 1795). En germinal (avril), il est désigné avec Paul Barras et Jean-Bertrand Féraud pour contrôler l'arrivage des subsistances dans Paris.
Le 14 juin 1795, il est en mission à Toulon auprès de l'armée navale, et le 8 octobre, il est maintenu dans sa mission. Le 24 octobre, il est rappelé par la Convention.

### Sous le Directoire
Il est élu député de l'Hérault au conseil des Cinq-Cents (parce qu'il n'a pas 40 ans) le 13 octobre 1795, où il siège à droite. Il intervient quelquefois pour des questions concernant la marine. Il souhaite le portefeuille de ministre de la Marine mais n'en est pas jugé digne. Il est promu général de brigade le 21 mars 1796.
Non compris dans la réorganisation des états-majors du 29 mars 1801, il est admis au traitement de réforme le 21 mai 1801. Il est fait officier de la Légion d'honneur et trésorier de la 9e cohorte le 5 juillet 1804. Il est admis à la retraite le 19 septembre 1812.
Il est proscrit à la Seconde Restauration en 1816, ayant voté la mort de Louis XVI, il s'exile à Bruxelles où il fonde une loge de francs-maçons. Autorisé à rentrer en France le 29 mai 1819, mais sa santé l'oblige à rester à Bruxelles, où il meurt le 20 octobre 1819.